# Калининградская ТЭЦ-1
Калининградская ТЭЦ-1 (Котельный участок № 1) — бывшая теплоэлектроцентраль города Калининград, ныне — котельная ОАО «Калининградская генерирующая компания». Расположена в Калининграде на правом берегу реки Преголя.

## История
Калининградская ТЭЦ-1 создана на базе немецкой электростанции Коссе, строительство которой совместно с коксогазовым заводом было закончено в 1905 году. Электростанция была разрушена во время Великой Отечественной войны, но была восстановлена уже в конце осени 1945 года.
На основании Приказа Министра электростанций и электропромышленности СССР от 22 мая 1953 года № 135а электростанция «Коссе» была переименована в Государственную районную электростанцию № 1 (ГРЭС-1) с подчинением Районному энергетическому управлению «Калининградэнерго», с 29 июня 1957 года по 11 декабря 1962 года — Управлению энергетического хозяйства и топлива, с 11 декабря 1962 года — Районному энергетическому управлению «Калининградэнерго».
До 1965 года в качестве основного топлива использовался уголь Силезского, а с 1965 года — Львовско-Волынского бассейнов.
На основании приказов Министерства энергетики и электрификации СССР от 20 апреля 1974 года № 161, районного энергетического управления «Калининградэнерго» от 28 июня 1974 года Калининградская государственная районная электростанция № 1 (ГРЭС-1) переименована в ТЭЦ № 1.
Электрогенерирующее оборудование станции демонтировано в 1980-е годы, в настоящий момент станция функционирует в котельном режиме.

## Описание
Установленная тепловая мощность станции на конец 2010 года составляет 247 Гкал/ч. Отпуск тепла в 2010 году — 324,116 тыс. Гкал. Коэффициент использования установленной тепловой мощности — 16,4 %. Невысокое значение коэффициента объясняется сезонностью производства тепловой энергии и переносом части тепловых нагрузок на источники МУП «Калининградтеплосеть».
Состав парка котельного оборудования:
- паровые котлы:
  - два котла марки Б-35-4 (Белгородский котельный завод) 1967—1968 года ввода в эксплуатацию производительностью 40 тонн пара в час каждый;
  - три котла марки Ла-Монт (Альсгрем) 1960 года ввода в эксплуатацию производительностью 50 тонн пара в час каждый;
- водогрейные котлы:
  - ПТВМ-50-1 (Вулкан) 1971 года ввода в эксплуатацию производительностью 50 Гкал/час;
  - ГТГВМ-50-1 (Вулкан) 1971 года ввода в эксплуатацию производительностью 50 Гкал/час;

Несмотря на достаточно большой период эксплуатации котельного парка, все оборудование находится в рабочем состоянии, необходимый
уровень надежности поддерживается проведением регулярного технического обслуживания и ремонтов оборудования.
Основным топливом является природный газ, резервное топливо — мазут. Удельный расход условного топлива на отпуск тепловой энергии в том же году составил 159,3 кг/Гкал.
Вырабатываемая тепловая энергия отпускается тепловым сетям Калининграда в виде сетевой воды, незначительная часть теплоэнергии отпускается промышленным предприятиям в виде пара.
Среднесписочная численность персонала в 2010 году — 231 человек.

## Развитие
Программой модернизации оборудования ОАО «Калининградская генерирующая компания» предусматривается восстановление электрической мощности на Котельном участке № 1 с установкой в 4 квартале 2015 года паровой турбины с противодавлением на 12 МВт. Монтаж паровой турбины позволит восстановить электрическую мощность и снизить себестоимость тепловой энергии.